# ستيف براون (لاعب كرة قاعدة)
ستيف براون (بالإنجليزية: Steve Braun)‏ هو لاعب كرة قاعدة أمريكي، ولد في 8 مايو 1948 في ترنتون في الولايات المتحدة.

## وصلات خارجية
- ستيف براون (لاعب كرة قاعدة) على موقعبيزبول رفرنس.كوم (الدوري الرئيسي) (الإنجليزية)
- ستيف براون (لاعب كرة قاعدة) على موقعبيزبول رفرنس.كوم (الدوري الثانوي) (الإنجليزية)
- ستيف براون (لاعب كرة قاعدة) على موقع مشجعي الرسوم البيانية (الإنجليزية)